# Сінгамоз
Сінгамоз (лат. syngamosis, також англ. Syngamiasis) — гельмінтоз із групи нематодозів, який спричинюють представники родуSyngamus, характеризується ознаками ураження дихальних шляхів.

## Актуальність
Випадки зараження людей казуїстичні та зареєстровані в Бразилії, Карибських островах, острові Мартиніка, Австралії, Індії, Філіппінах. Описано завізні випадки у США, Франції, Великій Британії та Австралії, де зараження відбулося під час перебування на Карибах.

## Етіологія
Збудник нематода Syngamus laryngeus. Гельмінти яскраво-червоного відтінки. Самці завдовжки 3–5 мм, самки — 7–20 мм. Яйця мають кришечки на полюсах. Розвиток паразиту може відбуватися прямим шляхом або за участю резервуарного хазяїна — дощового черв'яка, прісноводних молюсків. Найчастіше паразитують в організмах тропічних ссавців.

## Епідеміологічні особливості
Людина заражається при заковтуванні личинок із забрудненою їжею чи водою. Гельмінт відкладає яйця. У довкіллі з яєць вилуплюються личинки, які за кілька днів після виходу стають інвазивними. Статева зрілість настає через два тижні після зараження. Близько 8% мандрівників до країн, що розвиваються, потребують медичної допомоги під час подорожі або після неї, і приблизно у 8% випадків з них діагностується порушення дихання, хронічний кашель.

## Патогенез
У людини збудник паразитує в гортані, трахеї і бронхах. Щільно прикріплюючись на слизовій оболонці, паразити здатні порушувати її цілісність.

## Клінічні прояви
Сінгамоз у людей характеризується розвитком ларингіту, трахеобронхіту. Пацієнти часто скаржаться на хронічний непродуктивний кашель, симптоми астми або відчуття повзання в горлі. Іноді виникають ознаки обструкції бронхів, кровохаркання.

## Діагностика
Сухий кашель, а, особливо, хронічний кашель (тривалістю довше 8 тижнів), першочергово той, що виник після мандрівки до відповідних регіонів, є підозрілим і вимагає окрім пошуку туберкульозу, ще й сінгамозу. Підтвердженням є виявлення яєць у мокроті та фекаліях. Іноді статевозрілих гельмінтів знаходять при ларингоскопії та оптичній бронхоскопії.

## Лікування
Відомі окремі випадки застосування при сінгамозі івермектину (0,2 г/кг), альбендазолу (0,4 г 2 дні), тіабендазолу (1,25 г 2 дні) та мебендазолу.